# Sirat. Trance en el desierto
Sirat. Trance en el desierto és una pel·lícula dramàtica del 2025 coescrita i dirigida per Óliver Laxe. Protagonitzada per Sergi López i Bruno Núñez Arjona, segueix la recerca d'un pare de la seva filla desapareguda als deserts del sud del Marroc.
El tràiler es va presentar el 6 de maig de 2025. La pel·lícula es va estrenar en competició al 78è Festival de Cinema de Canes el 15 de maig de 2025, on va guanyar el Premi del Jurat. Va ser estrenada als cinemes de l'estat espanyol per BTeam Pictures el 6 de juny de 2025.

## Argument
Després que la seva filla desaparegui en una festa rave, Luis viatja al Marroc amb el seu fill per a buscar-la.

## Producció

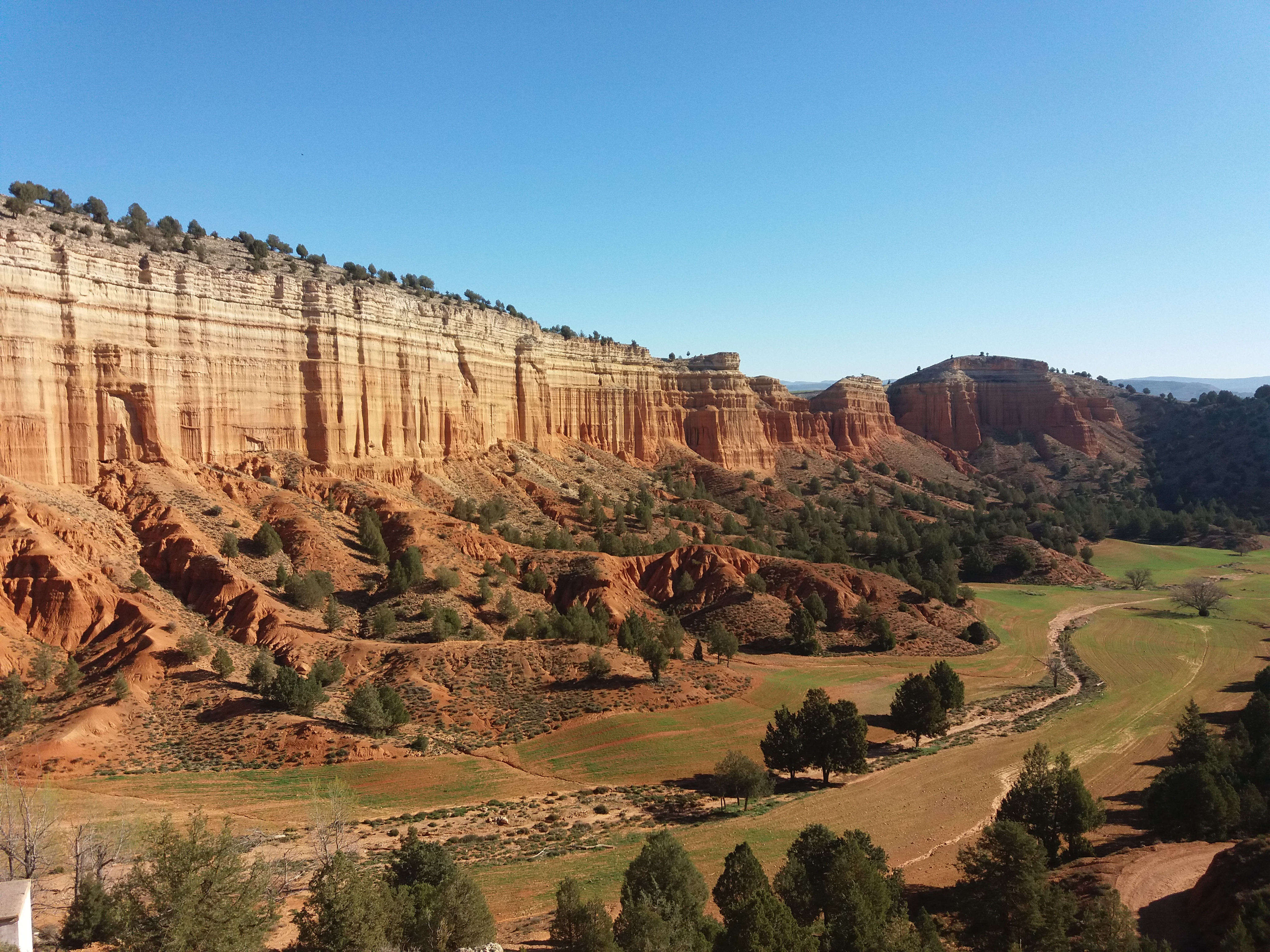
Entre els llocs de rodatge hi ha la rambla de Barrachina

El novembre de 2023, la pel·lícula, que encara estava en desenvolupament, va rebre una subvenció d'1,2 milions d'euros de l'Institut de Cinematografia i Arts Audiovisuals. El gener de 2024, Movistar Plus+ va donar a conèixer una llista de cinc projectes cinematogràfics que serien produïts per la plataforma (inclosos els d'Óliver Laxe juntament amb els de Rodrigo Sorogoyen, Icíar Bollaín, Alberto Rodríguez i Ana Rujas). Laxe va descriure el seu projecte, que aleshores no tenia títol, com una història sobre «uns assistents a una rave al Marroc, entre els quals un pare i un fill que busquen la seva filla i germana desaparegudes», imaginant-ho com quelcom «molt hipnòtic i molt sensorial». També es va referir a la pel·lícula com la «més política» i «més radical» de la seva filmografia.
A més de Sergi López i Bruno Núñez Arjona, la pel·lícula també compta amb un repartiment d'intèrprets no professionals. El rodatge va tenir lloc a Espanya i el Marroc de maig a juliol de 2024. Per motius de finançament, part del rodatge s'havia de rodar a Espanya, per la qual cosa es van cercar localitzacions que poguessin substituir les zones desèrtiques de la serralada de l'Atles i l'Antiatles marroquins. En principi els Monegros es va plantejar com una opció, però Laxe va acceptar la proposta de rodar a la rambla de Barrachina del coordinador de l'Aragon Film Commission. Laxe va descriure la zona com a «esculpida pels déus» i, segons sembla, el lloc li va donar idees que va introduir al guió. L'equip de producció va filmar durant un mes a les províncies de Terol i Saragossa, abans de traslladar-se al Marroc durant quatre setmanes, on van filmar a prop de Rachidia i Erfoud. Laxe va afirmar que l'equip de producció va viure una calor intensa i tempestes de sorra mentre filmava al Marroc. La pel·lícula es va rodar en 16 mm.